# Vladimír Macholda
Vladimír Macholda (* 23. října 1955, Most) je bývalý český hokejový obránce. Po skončení aktivní kariéry působil v letech 2002–2004 jako generální manažer Litvínova. Jeho synem je hokejista Petr Macholda.

## Hokejová kariéra
V československé lize hrál za CHZ Litvínov a Duklu Trenčín. Nastoupil ve 498 ligových utkáních, dal 60 gólů a měl 68 asistencí. V roce 1988 vyhrál jugoslávskou ligu s týmem HK Jesenice.

## Klubové statistiky
| Sezona    | Klub          | Soutěž  | Základní část | Základní část | Základní část | Základní část | Základní část |
| Sezona    | Klub          | Soutěž  | Z             | G             | A             | B             | TM            |
| --------- | ------------- | ------- | ------------- | ------------- | ------------- | ------------- | ------------- |
| 1974/1975 | CHZ Litvínov  | 1. liga | 19            | 1             | 1             | 2             | -             |
| 1975/1976 | CHZ Litvínov  | 1. liga | 27            | 2             | 2             | 4             | -             |
| 1976/1977 | CHZ Litvínov  | 1. liga | 41            | 2             | 2             | 4             | -             |
| 1977/1978 | CHZ Litvínov  | 1. liga | 43            | 4             | 5             | 9             | 18            |
| 1978/1979 | CHZ Litvínov  | 1. liga | 44            | 10            | 5             | 15            | 36            |
| 1979/1980 | CHZ Litvínov  | 1. liga | 44            | 4             | 17            | 26            |               |
| 1980/1981 | Dukla Trenčín | 1. liga | 39            | 3             | 5             | 8             | 14            |
| 1981/1982 | CHZ Litvínov  | 1. liga | 36            | 4             | 7             | 11            | -             |
| 1982/1983 | CHZ Litvínov  | 1. liga | 43            | 8             | 6             | 14            | 30            |
| 1983/1984 | CHZ Litvínov  | 1. liga | 42            | 7             | 5             | 12            | 24            |
| 1984/1985 | CHZ Litvínov  | 1. liga | 44            | 7             | 6             | 13            | 20            |
| 1985/1986 | CHZ Litvínov  | 1. liga | 44            | 6             | 7             | 13            | 13            |
| 1986/1987 | CHZ Litvínov  | 1. liga | 32            | 2             | 4             | 6             | 48            |
| 1987/1988 | HK Jesenice   | 1. liga | -             | -             | -             | -             | -             |